# Đurđevo (Rača)
Pour les articles homonymes, voir Đurđevo.
Đurđevo (en serbe cyrillique : Ђурђево) est un village de Serbie situé dans la municipalité de Rača, district de Šumadija. Au recensement de 2011, il comptait 544 habitants.

## Démographie

### Évolution historique de la population
| 1948  | 1953  | 1961  | 1971  | 1981  | 1991 | 2002 | 2011 |
| ----- | ----- | ----- | ----- | ----- | ---- | ---- | ---- |
| 1 393 | 1 447 | 1 359 | 1 163 | 1 058 | 917  | 726  | 544  |

|  |